# 베를린 쥐트엔데역
베를린 쥐트엔데역(Bahnhof Berlin Südende)은 베를린 슈테글리츠첼렌도르프구 슈테글리츠에 있는 철도역이다.

## 역사
1880년 8월 15일에 안할트선의 역으로 개통했다. 1882년부터 1899년까지는 쥐트엔데랑크비츠(Südende-Lankwitz)역으로 불렸다. 1901년에 노반 높이를 낮추면서 역이 슈테글리처 담 도로 남서쪽에 재건축되었고, 섬식 승강장으로 변경되었다. 이때 건설된 역사는 향후에 철거되었다. 1929년 7월 2일부터 전동차 운행이 시작되었다.
1984년 1월 9일 서베를린 S반 영업권이 BVG로 양도되면서 프리스터베크-리히터펠데 쥐트 구간의 영업이 중단되었고, 복구 공사가 끝난 1995년 5월 28일에 재개통했다.
역에는 도로로 향하는 엘리베이터가 설치되어 있다. 승강장에는 출발 통제실이 설치되어 있으나 1인 승무 도입 이후로 사용하지 않는다.

## 인접 정차역
베를린 버스 282번과 환승할 수 있다.
| 베를린 S반                       | 베를린 S반 | 베를린 S반                |
| -------------------------------- | ---------- | ------------------------- |
| 프리스터베크 헤니히스도르프 방면 | S25        | 랑크비츠 텔토 슈타트 방면 |
| 프리스터베크 블랑켄부르크 방면   | S26        | 랑크비츠 텔토 슈타트 방면 |